# نانا كوماتسو
نانا كوماتسو (باليابانية: 小松 菜奈) (بالروماجي: Komatsu Nana) ممثلة وعارضة يابانية، ولدت في 16 فبراير 1996 في طوكيو، اليابان.

## حياتها
ولدت نانا كوماتسو في طوكيو. لديها شقيقان أكبر منها. بدأت نانا بالرقص في الصف الثالث من المدرسة الابتدائية واستمرت حتى السنة الثالثة من المدرسة الإعدادية، وتعلمت أيضًا العزف على الفلوت خلال المرحلة الإعدادية.
تزوجت نانا من زميلها الممثل ماساكي سودا في 15 نوفمبر 2021. وبحسب ما ورد كانا يتواعدان منذ سبتمبر 2019.

## مسيرتها
ظهرت نانا كممثلة لأول مرة في فيلم The World of Kanako وفازت بالعديد من جوائز أفضل ممثلة جديدة بما في ذلك جائزة الوافد الجديد لهذا العام في جائزة أكاديمية اليابان الدورة 38. لقد كانت سفيرة لشانيل منذ عام 2015. وكان لديها عقد مع استارداست پروموشن. في عام 2016، لعبت دورًا ثانويًا في فيلم صمت للمخرج مارتن سكورسيزي.
تم ترشيح نانا لجائزة الأداء المتميز لممثلة في دور ثانوي في جائزة أكاديمية اليابان للسينما الـ43 عن دورها في فيلم "عائلة الغرباء". لقد لعبت دور البطولة في سادس أعلى فيلم ياباني ربحًا لعام 2020، "الخيوط: نسيج الحب الخاص بنا". تم ترشيحها لجائزة الأداء المتميز لممثلة في فئة الدور الرئيسي في جائزة أكاديمية اليابان السينمائية الـ44 عن دورها في الفيلم "الخيوط: نسيج الحب الخاص بنا".
في عام 2021، لعبت نانا دور البطولة في فيلمي Moonlight Shadow و Parasite in Love . وفي عام 2022، لعبت دور البطولة مع كينتارو ساكاجوتشي في فيلم "آخر 10 سنوات"، والذي حقق أكثر من 3 مليار ين واحتل المرتبة الثامنة لأعلى فيلم ياباني ربحًا في عام 2022.
في عام 2023، أصبحت نانا وجهًا لمجموعة شانيل للملابس لخريف وشتاء 2023-2024، لتصبح أول مواطن ياباني يظهر كوجه لعلامة تجارية فاخرة.

## أعمالها

### أفلام
- أولاد عند المنحدر (2018) - رايتسوكي موكاي.
- مغامرات جوجو العجيبة: ألماس لا ينكسر (2017) - يوكاكو ياماغوتشي.
- الغرق بالحب (2016) - ناتسومي موتشيزوكي.
- غداً عندي، البارحة لديك (2016) - ايمي فوكوجو.
- الأطفال المدمرون (2016) - نانا.
- البطل المهووس (2016) - كاوري تيراساوا.
- أنا لن أفعل ما يقوله كوروساكي كون (2016) - يو اكاباني.
- باكومان (2015) - ميهو ازوكي.
- نبوءة (2015) - كايدو.
- علاقة قصيرة المدى (2014) - يوني كوروروغي.
- عالم كاناكو (2014) - كاناكو فوجوشيما.
- طفيلي في الحب (2021)

### مسلسلات
- تشويق!: الفصل الأسود (2017) - هيتومي ناكانو.
- تشويق!: الفصل الأحمر (2017) - هيتومي ناكانو.
- سأمنحك حلما (2015) - يوكو آبي.[10]

## روابط خارجية
- نانا كوماتسو على موقع IMDb (الإنجليزية)
- نانا كوماتسو على موقع روتن توميتوز (الإنجليزية)
- نانا كوماتسو على موقع ألو سيني (الفرنسية)
- نانا كوماتسو على موقع قاعدة بيانات الفيلم (الإنجليزية)